# Dobra (powiat sanocki)
Dobra (do 15 X 1948 Dobra Szlachecka i Dobra Rustykalna) – wieś w Polsce położona w województwie podkarpackim, w powiecie sanockim, w gminie Sanok. Leży nad rzeką San.
W latach 1975–1998 miejscowość należała administracyjnie do województwa krośnieńskiego.

## Części wsi
| SIMC    | Nazwa     | Rodzaj    |
| ------- | --------- | --------- |
| 0359161 | Dobrzanka | część wsi |
| 0359178 | Pleszawa  | część wsi |
| 0359184 | Siemowica | część wsi |

## Historia
Wieś lokowana w 1402 roku. W okresie I Rzeczypospolitej należała do dóbr królewskich. Do 1772 roku wieś znajdowała się w starostwie mrzygłodzkim, w ekonomii samborskiej, klucz ulucki. W 1772 roku została sprzedana Piotrowi Starzyńskiemu, po 1785 roku została ponownie reinkamerowana. Od 1828 roku własność Kaliksta Dobrzańskiego i Teodora Tergonde. W połowie XIX wieku właścicielami posiadłości tabularnej w Dobrej byli Izabela Dobrzańska, Gracjan Bogusz, spadkobiercy Cieszanowskiego i współwłaściciele. W 1870 roku liczyła 1275 mieszkańców oraz 254 domy. Do 1882 roku w powiecie dobromilskim, następnie w powiecie brzozowskim w austriackiej prowincji Galicja.
W II Rzeczypospolitej wieś w powiecie sanockim województwa lwowskiego. W 1945 nacjonaliści ukraińscy z OUN-UPA zamordowali tutaj 10 Polaków.
Parafia greckokatolicka istniała do 1947 roku.
Obecnie wieś jest największym sołectwem w gminie sanockiej. Całkowita pow. wsi wynosi 23 km², w tym obszar leśny zajmuje pow. 700 ha. Podczas Akcji Wisła oraz w okresie poprzedzającym przesiedlono znaczną część ludności pochodzenia ukraińskiego i rusińskiego. Obecnie zamieszkana przez ludność polską.
W 2001 roku powstało tu lokalne koło gospodyń wiejskich.
Z Dobrej pochodzili przodkowie mjr. Henryka Dobrzańskiego ps. Hubal. Aleksander Dobrzański herbu Leliwa (1766–1831), biskup leontopolitański, dziekan kapituły sandomierskiej.

## Zabytki
- Dawna drewniana cerkiew pw. św. Mikołaja z 1879 r. (obecnie Kościół Podwyższenia Krzyża Świętego w Dobrej, filia parafii rzymskokatolickiej pw. Rozesłania Apostołów w Mrzygłodzie[10])
- Wieża-dzwonnica bramna z XVII w., dawniej będąca samodzielną cerkwią z ikonostasem

Kościół Podwyższenia Krzyża (dawna cerkiew)
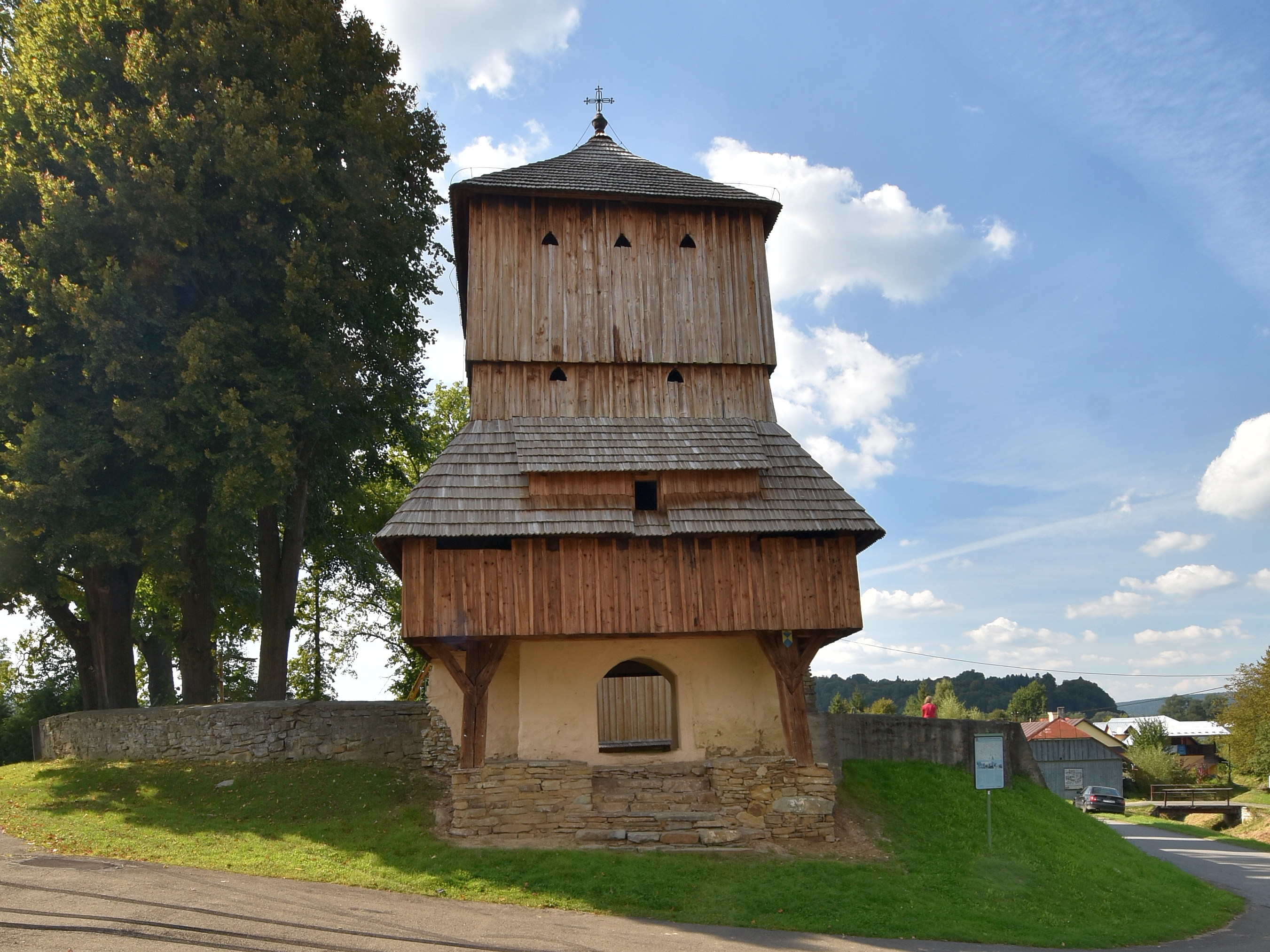
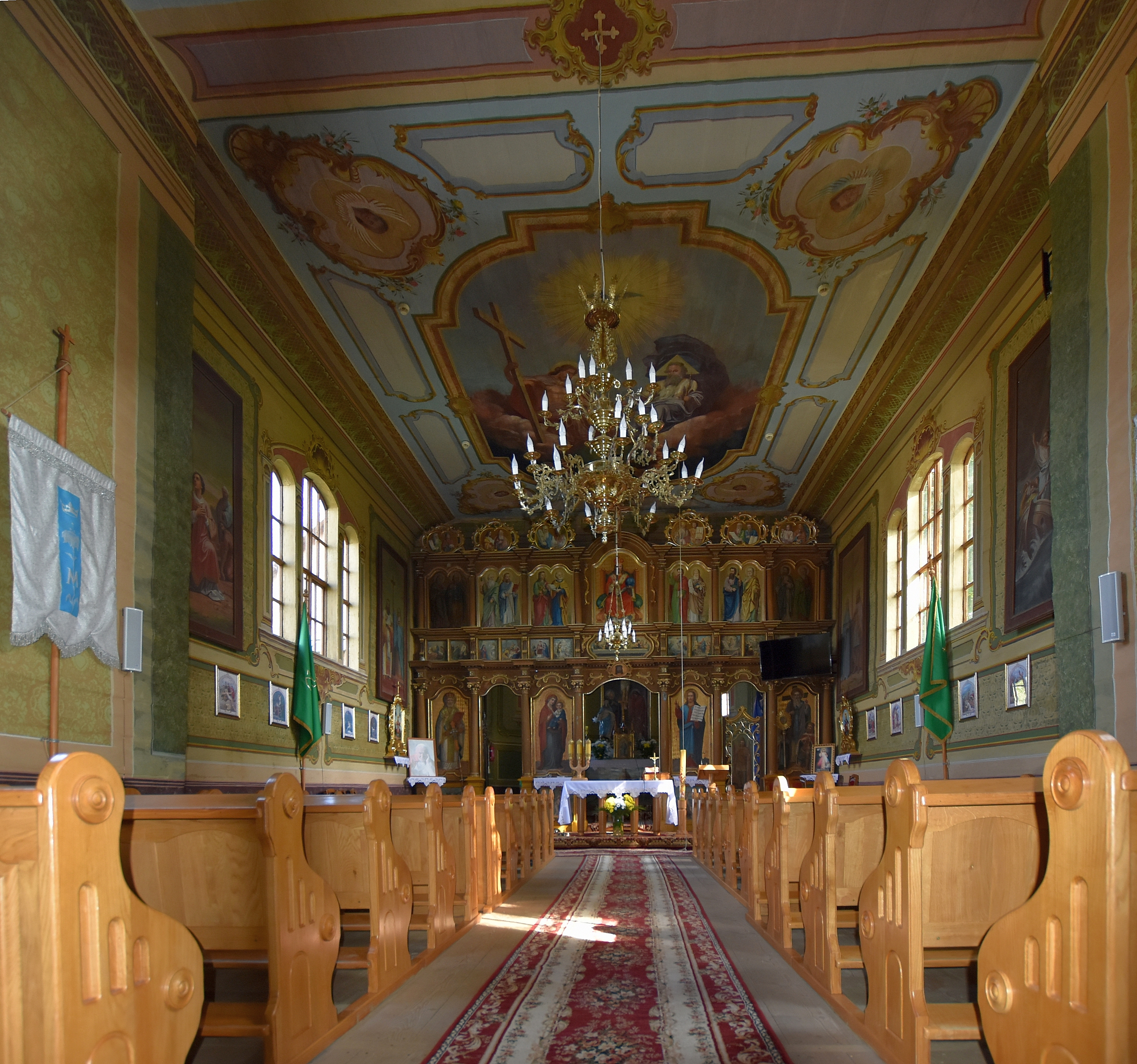

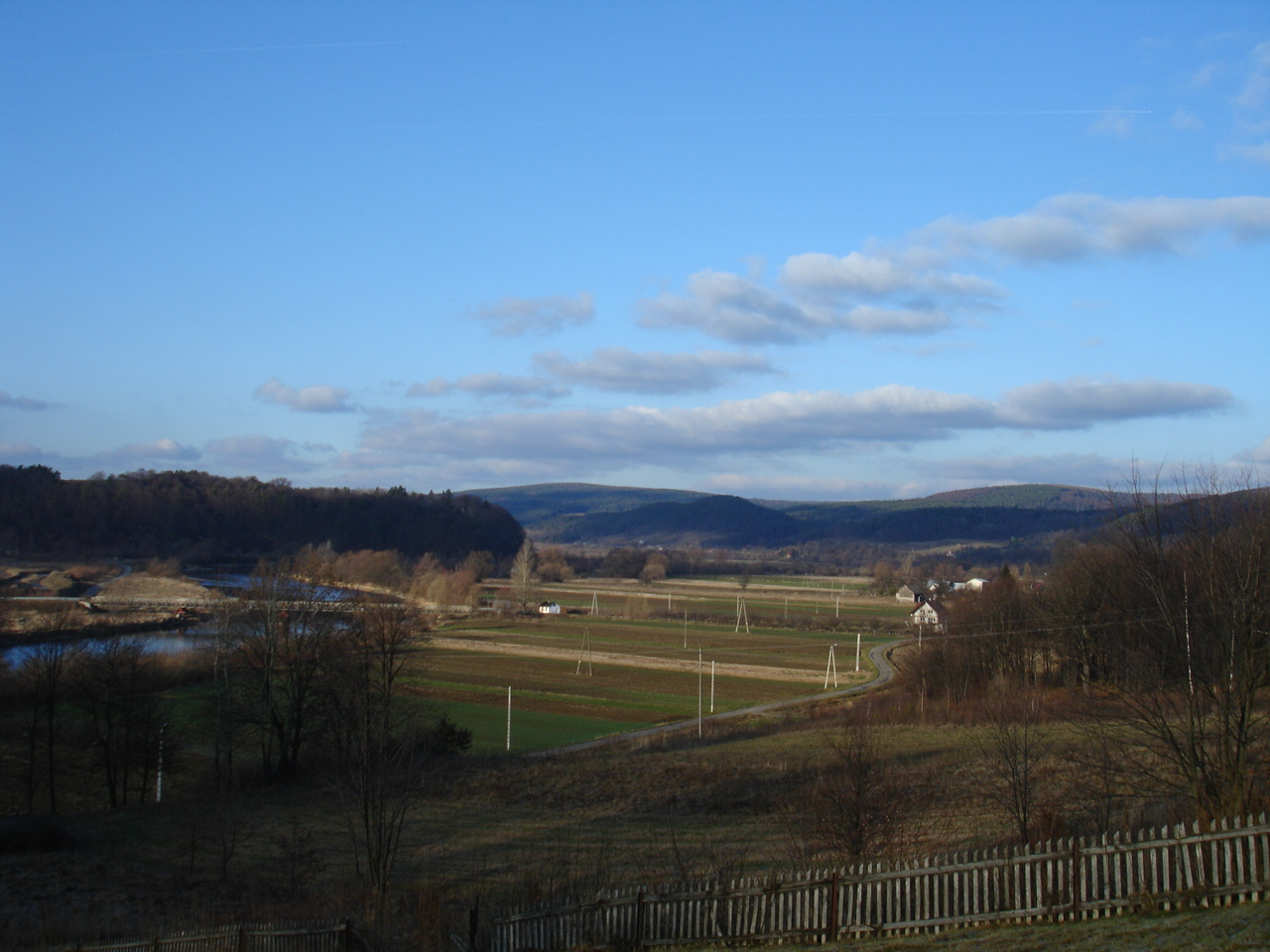
Panorama Dobrej i Ulucza nad Sanem
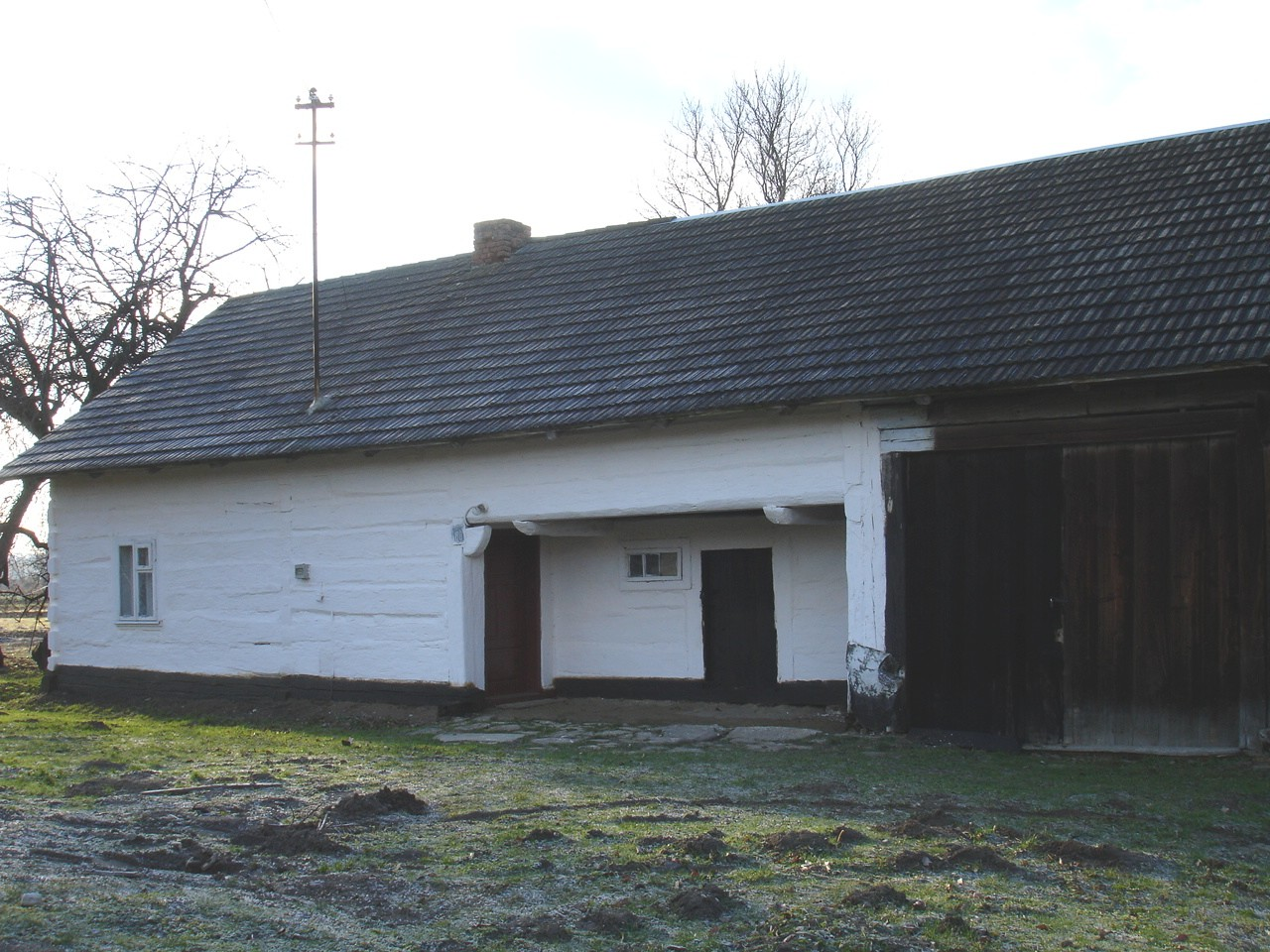
Stara zabudowa wsi
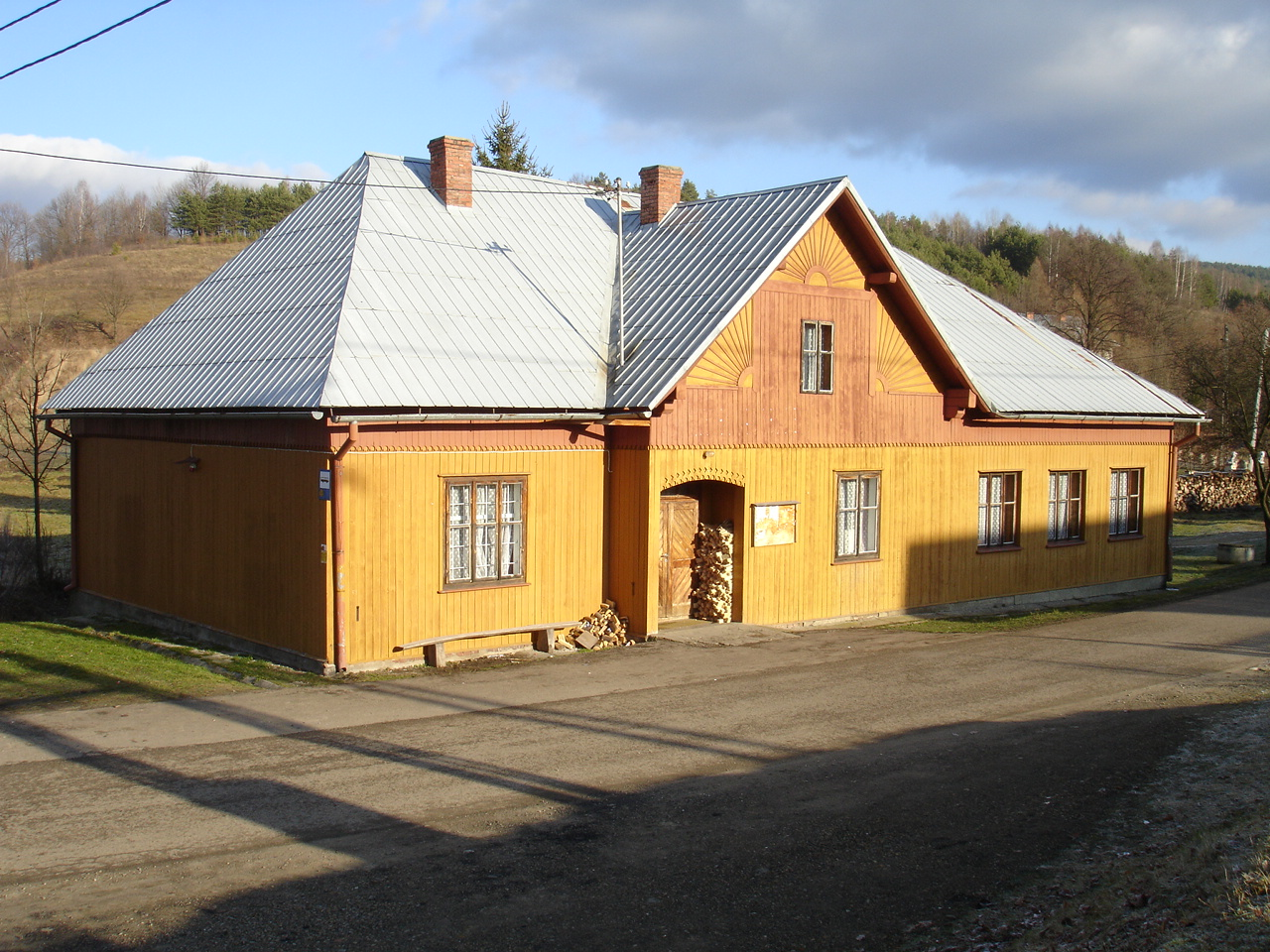
Stara zabudowa wsi
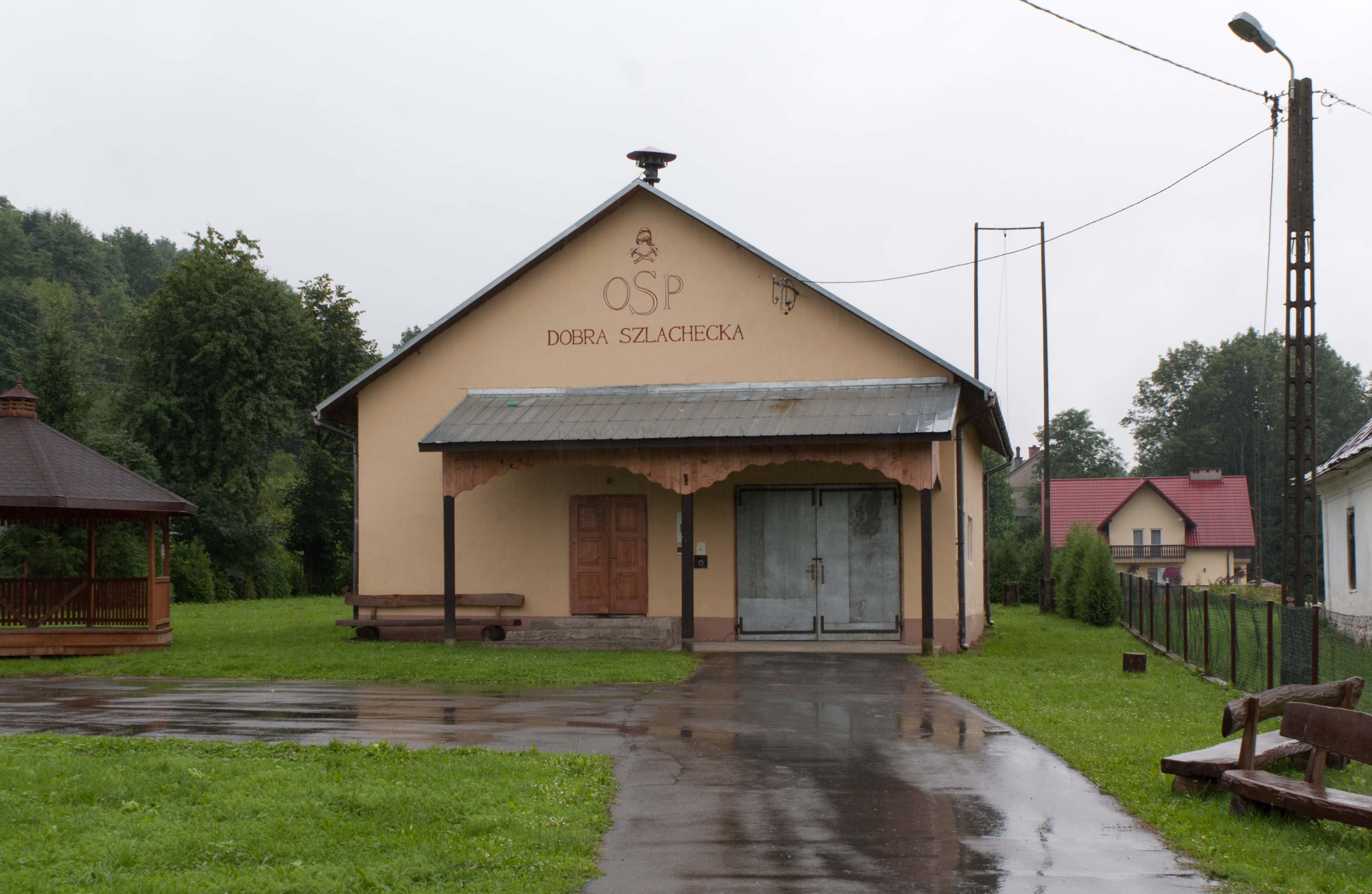
Budynek OSP